# Slak (priimek)
Slak je tipični slovenski priimek, ki ima neposredno zvezo z rastlino slak (Convolvulus), rod slakovk. V tej obliki in povezavi ga najdemo samo v Sloveniji in v manjši meri na Hrvaškem v bližini slovenske meje. 
Slak je priimek več znanih Slovencev:
- Branko Slak, policist, veteran, direktor Policijske uprave Ljubljana (1995 - 2007), predsednik Zbornice za razvoj slovenskega zasebnega varovanja
- Franci Slak (1953–2007), filmski in televizijski režiser, scenarist, pedagog, politik
- Gregor Slak (*1983), hokejist
- Hanna Preuss (-Slak) (*1952), poljsko-slov. filmska režiserka in umetnica
- Hanna A. W. Slak (*1975), režiserka in scenaristka
- Janez Slak (*1946), fizik in politik, 1. direktor ARRS
- Jože Slak - Silvo (1902–1943), politični delavec, publicist, zadružnik, narodni heroj
- Jože Slak - Đoka (1953–2014), slikar
- Leon Slak, mednarodni pravnik
- Lojze Slak (1932–2011), harmonikar, narodnozabavni  glasbenik
- Manja Slak, violinistka
- Marjan Slak, šahist
- Marjan Slak Rupnik (*1966), biolog, medicinski fiziolog, univ. prof., evropski akademik
- Matija Slak, narodnozabavni glasbenik, brat Lojzeta
- Nataša Slak Valek, predavateljica turizma v Abu Dabiju
- Petra Slak, glasbena pedagoginja
- Štefan Slak (*1932), psiholog, univ. prof. v ZDA (Toledo)
- Tomaž Slak, arhitekt
- Tone Slak, državni sekretar na Ministrstvu za obrambo
- Uroš Slak (*1971), televizijski voditelj in novinar